# Catedral de San Nicolás (Almaty)
La catedral de San Nicolás (en ruso: Никольский собор) es un edificio de la iglesia ortodoxa rusa en la ciudad de Almatý en Kazajistán. La catedral está situada en el centro de la antigua capital, cerca de la catedral de la Ascensión.
En 1904, los residentes de la parte sur-occidental de la ciudad pidieron al obispo de Turkestán una iglesia. El 13 de febrero de 1906 se inició la construcción de la catedral, que fue terminada en 1908. En las décadas de 1920 y 1930 la catedral fue un refugio de muchos clérigos ante la policía secreta soviética. En 1930, la Catedral de San Nicolás fue la única Iglesia Ortodoxa que sobrevivió en Almatý.
Después de la detención del obispo de Almaty en 1936, la Catedral fue cerrada. Hasta la Segunda Guerra Mundial, un museo del ateísmo estaba en el edificio. A continuación, el edificio fue utilizado por los militares. En 1946, fue devuelta a la Iglesia Ortodoxa.